# Paul Söllner
Paul Söllner (* 5. Juni 1911 in Davos; † 8. April 1994 in Murnau am Staffelsee) war ein deutscher Ruderer des Ludwigshafener Rudervereins und Sportorganisator. 

## Leben
Söllner besuchte die Oberrealschule und absolvierte nach dem Abitur eine kaufmännische Lehre. 1937 wurde er Offizier.
Paul Söllner gewann mit seinen Mannschaftskollegen von der Mannheimer Amicitia Hans Maier, Walter Volle, Ernst Gaber und Fritz Bauer bei den Olympischen Sommerspielen 1936 in Berlin die Goldmedaille als Schlagmann im Vierer mit Steuermann mit einer Zeit von 7:16,2 min. Im selben Jahr hatte er auch die Deutsche Meisterschaft gewonnen.
In den Jahren 1961 bis 1967 war der Oberstleutnant Kommandeur der Bundeswehrsportschule Sonthofen im Allgäu und von 1968 bis 1972 Mitorganisator für die Olympischen Spiele in München 1972.
Söllner bestand regelmäßig das Deutsche Sportabzeichen und beschäftigte sich in seiner Freizeit mit dem Malen, Skisport und Bergwandern.